# Диницов алгоритам
Диницов алгоритам је строго полиномијални алгоритам за израчунавање максималног протока кроз транспортну мрежу осмишљен 1970. године од стране израелског (претходно совјетског) изучивача компјутера Јефим Динитз[1] алгоритам се извршава у временском периоду О(В2Е) и сличан је Емонд-Карп Алгоритму који се извршава у времену О(ВЕ2) у томе да користи најкраће промењене путање. Увод концепта о графа са нивоима и блокирања тока омогућују Диницовом алгоритму да постигне своје извођење.

## Историја
Динитц алгоритам је 1970. године објавио бивши руски изучивач компјутера Јефим А. Динитц, који је данас члан Одсека за науку рачунарства нa Бен-Гурион Универзитету Негав (Израел), пре Едмондс-карп алгоритма који је објављен 1972. године али је раније откривен. Независно су показали да у Форд-фулкерсон алгоритму[2] ако је свака промењљива путања најкраћа, онда дужина променљивих путања не опада.

## Дефиниција
Нека је {\displaystyle G=((V,E),c,s,t)} мрежа са {\displaystyle c(u,v)} и {\displaystyle f(u,v)} тежина и проток грана {\displaystyle (u,v)} (у том редоследу).
Преостала тежина је Сликање {\displaystyle c_{f}\colon V\times V\to R^{+}} дефинисано као
1. ако {\displaystyle (u,v)\in E}
{\displaystyle c_{f}(u,v)=c(u,v)-f(u,v)}
{\displaystyle c_{f}(v,u)=f(u,v)}
2. иначе {\displaystyle c_{f}(u,v)=0}
Преостали граф {\displaystyle G_{f}=((V,E_{f}),c_{f}|_{E_{f}},s,t)} где:
{\displaystyle E_{f}=\{(u,v)\in V\times V:c_{f}(u,v)>0\}} Промењљива путања је {\displaystyle s-t} путања у преосталом графу {\displaystyle G_{f}}.
дефинишемо дист(в) да буде дужина накраће путање од с до в у графу {\displaystyle G_{f}}. Онда граф са нивоима {\displaystyle G_{f}} је граф {\displaystyle G_{L}=(V,E_{L},c_{f}|_{E_{L}},s,t)} где:
{\displaystyle E_{L}=\{(u,v)\in E_{f}:\operatorname {dist} (v)=\operatorname {dist} (u)+1\}}
Блокирајући ток је {\displaystyle s-t} ток {\displaystyle f} такав да граф {\displaystyle G'=(V,E_{L}',s,t)} са {\displaystyle E_{L}'=\{(u,v):f(u,v)<c_{f}|_{E_{L}}(u,v)\}} не садржи {\displaystyle s-t} путању

## Алгоритам
Диницов алгоритам
Улаз граф {\displaystyle G=((V,E),c,s,t)}
Излаз: {\displaystyle s-t} ток {\displaystyle f} максималне вредности
1. иницијализујемо {\displaystyle f(e)=0} за свако {\displaystyle e\in E}
2. Конструишемо {\displaystyle G_{L}} уз помоћ {\displaystyle G_{f}} од {\displaystyle G}. Ако је {\displaystyle \operatorname {dist} (t)=\infty } стани и стави {\displaystyle f} на излаз.
3. Нађемо блокирајући ток {\displaystyle f\;'} у {\displaystyle G_{L}}
4. Ускладимо {\displaystyle \ f} успомоћ {\displaystyle f\;'} и вратимо се на други корак

## Анализа алгоритма
Може бити показано да се број грана у сваком блокирајућем току повећава за барем 1 сваки пут тако да има највише {\displaystyle n-1} блокирајућих токова у алгоритму, где је {\displaystyle n} број чворова у графу. Граф са нивоима {\displaystyle G_{L}} може бити конструисан претрагом у ширину у {\displaystyle O(E)} времену а блокирајући ток у сваком нивоу графа се може пронаћи у {\displaystyle O(VE)} времену. Дакле Време извршавања овог алгоритма је {\displaystyle O(V^{2}E)}.
Користећи структуру података звану динамичко дрве време потребно за налажење блокирајућег тока се може смањити на {\displaystyle O(E\log V)}, па се време извршавања овог алгоритма може побољшати на {\displaystyle O(VE\log V)}.

### Специјални случајеви
У графу са јединичним тежинама, постоји много јача временска граница. Сваки блокирајући ток се може наћи за {\displaystyle O(E)} и може се показати да број фаза не прелази {\displaystyle O({\sqrt {E}})} и {\displaystyle O(V^{2/3})}. Тако да се алгоритам извршава у {\displaystyle O(\min\{V^{2/3},E^{1/2}\}E)} времену.
У графовима насталим током решавања проблема бипартитивног упаривања број фаза је ограничен са {\displaystyle O({\sqrt {V}})}, одтле водећи временску границу {\displaystyle O({\sqrt {V}}E)}. Резултујући алгоритам је познат као Хопцртфт-Карп алгоритам. Генералније ова граница држи било који граф -- граф у којем сваки чвор осим извора и понора има или једну улазну грану тежине један или једну излазну грану тежине један, а све остале тежине су произвољни цели бројеви.

## Пример
Следеће је симулација динитц алгоритма. У гафу са нивоима {\displaystyle G_{L}} чворови у црвеној боји су вредности {\displaystyle \operatorname {dist} (v)}. Путање плаве боје су блокирајући ток.
|    | {\displaystyle G} | {\displaystyle G_{f}} | {\displaystyle G_{L}} |
| 1. | Г1 | Гф1                   | Гл1                   |
|    | Блокирајући ток се састоји од 1. {\displaystyle \{s,1,3,t\}} са 4 јединице тока 2. {\displaystyle \{s,1,4,t\}} са 6 јединице тока 3. {\displaystyle \{s,2,4,t\}} ца 4 јединице тока Дакле блокирајући ток је састављен од 14 јединица тока , и вредност тока {\displaystyle \|f\|} је 14. приметити да свака промењљива путања у блокирајућем току има 3 гране. |                       |                       |
| 2. | Г2 | ГФ2                   | Гл2                   |
|    | Блокирајући ток се састоји од 1. {\displaystyle \{s,2,4,3,t\}} са 5 јединица тока. Дакле блокирајући ток се састоји од 5 јединица и вредност тока {\displaystyle \|f\|} је 14+5=19. Приметити да свака промењљива путања има 4 гране. |                       |                       |
| 3. | Г3 | Гф3                   | Гл3                   |
|    | Пошто {\displaystyle t} не може да се достигне у {\displaystyle G_{f}} алгоротам завршава са радом и враћаток са максималном вредношћу 19. Приметити да у сваком блокирајућем току број грана у промењљивим путањама се повећава за барем 1. |                       |                       |